# Francesco Di Jorio
Francesco Di Jorio (ur. 22 września 1973 w Dielsdorfie) – szwajcarski piłkarz występujący na pozycji pomocnika. Zawodnik klubu Fenerbahce Zurych.

## Kariera klubowa
Di Jorio karierę rozpoczynał w 1991 roku w pierwszoligowym klubie FC Zürich. Jego graczem był przez 8 lat. W tym czasie był dwukrotnie wypożyczany, do FC Wettingen oraz Lausanne Sports. W 1999 roku odszedł do włoskiej Salernitany z Serie B. Występował tam przez 2 lata.
W 2001 roku Di Jorio wrócił do Szwajcarii, gdzie został zawodnikiem pierwszoligowego klubu FC Sankt Gallen. Następnie grał w innym zespole ekstraklasy, FC Luzern. W 2003 roku ponownie trafił do FC Zürich, nadal grającego w ekstraklasie. W 2003 roku był stamtąd wypożyczony do FC Sion. W 2005 roku wraz z FC Zürich zdobył Puchar Szwajcarii, a w 2006 roku mistrzostwo Szwajcarii.
W połowie 2006 roku Di Jorio podpisał kontrakt z FC Sankt Gallen, także występującym w ekstraklasie. Po 2 latach spędzonych w tym klubie, odszedł do amatorskiego Fenerbahce Zurych.

## Kariera reprezentacyjna
W reprezentacji Szwajcarii Di Jorio zadebiutował 14 października 1998 roku w zremisowanym 1:1 meczu eliminacji Mistrzostw Europy 2000 z Danią. W latach 1998–2002 w drużynie narodowej rozegrał 13 spotkań.